# Анциполовка
Анциполовка (укр. Анциполівка) — село в Немировском районе Винницкой области. Украина.
Код КОАТУУ — 0523083602. Население по переписи 2001 года составляет 175 человек. Почтовый индекс — 22882. Телефонный код — 4331.
Занимает площадь 1,424 км².

## Адрес местного совета
22882, Винницкая область, Немировский р-н, с. Зяньковцы